# Claire Zalc
Claire Zalc, née le 8 mars 1971, est une historienne française. Elle a dirigé l'Institut d'histoire moderne et contemporaine (IHMC) de 2017 à 2020.

## Biographie
Née le 8 mars 1971, Claire Zalc est une ancienne élève de l'École normale supérieure (L1991), agrégée d'histoire en 1994.
Elle soutient en 2002 sa thèse de doctorat en histoire, intitulée Immigrants et indépendants. Parcours et contraintes. Les petits entrepreneurs étrangers dans le département de la Seine (1919-1939), sous la direction de Michel Lescure.
Directrice de recherche au CNRS, elle est rattachée à l'Institut d'histoire moderne et contemporaine (IHMC) et enseigne à l'École normale supérieure.
Elle a été élue directrice d'études à l'École des hautes études en sciences sociales en 2017.
Elle est habilitée à diriger des recherches depuis le 9 décembre 2015, où elle a présenté ses travaux "Identifications et appartenances. Pour une histoire sociale des interactions", avec un mémoire inédit intitulé "Des relations de pouvoir ordinaires. Les dénaturalisations sous Vichy", qui a donné lieu à une publication, Dénaturalisés. Les retraits de nationalité sous Vichy, aux Éditions du Seuil. Cet ouvrage a obtenu le Prix d'histoire de la justice en 2017. Il est traduit en anglais sous le titre  Denaturalized. How Thousands Lost Their Citizenship and Lives in Vichy France, chez Harvard University Press.
En février 2018, elle signe une tribune d'universitaires indignés de ce que la Fondation Feltrinelli, réputée de gauche, invite Alain de Benoist et Florian Philippot.
De 2017 à 2020, elle dirige l'Institut d'histoire moderne et contemporaine (IHMC).
Depuis le 1er septembre 2019, elle est la Principal Investigator du projet ERC-Cog Lubartworld.

## Publications
- Anne-Sophie Bruno et Claire Zalc (dir.), Petites entreprises et petits entrepreneurs étrangers en France XIXe-XXe siècles, Paris, Publibook, 2006, 275 p.
- Claire Lemercier et Claire Zalc, Méthodes quantitatives pour l'historien, Paris, La Découverte, coll. « Repères », 2008, 128 p. (lire en ligne)
- Laure Blévis, Hélène Lafont-Couturier, Nanette Snoep et Claire Zalc (dir.), 1931 : les étrangers au temps de l’exposition coloniale, Paris, Gallimard, 2008, 192 p.
- Claire Zalc, Melting Shops : une histoire des commerçants étrangers en France, Paris, Perrin, 2010, 330 p.

prix André-Conquet, prix d’excellence consulaire d’histoire économique, décerné en juin 2012.
- Nicolas Mariot et Claire Zalc, Face à la persécution : 991 Juifs dans la guerre, Paris, Éditions Odile Jacob, 2010, 302 p. (lire en ligne)
- Claire Zalc, Tal Bruttmann, Ivan Ermakoff et Nicolas Mariot, Pour une microhistoire de la Shoah, vol. 52, Éditions du Seuil, coll. « Le genre humain », 2012, 320 p.
- Claire Zalc, Dénaturalisés : les retraits de nationalité sous Vichy, Paris, Éditions du Seuil, coll. « L'univers historique », 2016, 400 p. (lire en ligne)
- Claire Zalc, Z ou souvenirs d'historienne, Paris, Éditions de la Sorbonne, 2021, 240 p. (lire en ligne)

## Distinction
- Médaille de bronze du CNRS (2013)[7]